# HD 54893
HD 54893 är en ensam stjärna belägen i den mellersta delen av stjärnbilden Akterskeppet, som också har Bayer-beteckningen A Puppis. Den har en skenbar magnitud av ca 4,83 och är svagt synlig för blotta ögat där ljusföroreningar ej förekommer. Baserat på parallaxmätning inom Hipparcosuppdraget på ca 4,5 mas, beräknas den befinna sig på ett avstånd på ca 730 ljusår (ca 223 parsek) från solen. Den rör sig bort från solen med en heliocentrisk radialhastighet på ca 20 km/s.

## Egenskaper
HD 54893 är en blå underjättestjärna av spektralklass B2 IV. Den har en massa som är ca 8 solmassor, en radie som är ca 3,4 solradier och har ca 3 871 gånger solens utstrålning av energi från dess fotosfär vid en effektiv temperatur av ca 21 200 K.
HD 54893 är en Beta Cephei-variabel.